# Školjić-Stari grad
Školjić-Stari grad je mjesni odbor Grada Rijeke

## Vanjske poveznice
- Službene stranice
- Interaktivni zemljovid MO[neaktivna poveznica]